# Conseil souverain d'Alsace
Le conseil souverain d'Alsace est une institution judiciaire du royaume de France sous l'Ancien Régime, créée par un édit royal en septembre 1657. Destiné à juger en dernière instance, ce conseil souverain exerce son autorité sur la province d'Alsace, constituée par les conquêtes progressives de Louis XIV entre le Rhin et les Vosges.
D'abord établi à Ensisheim, puis transféré à Brisach, son siège est définitivement fixé à Colmar en 1698. Appelé « Conseil supérieur d'Alsace » de 1661 à 1776, il constitue une cour souveraine, comparable à un parlement dans d'autres provinces françaises. À l’instar des conseils souverains institués dans les colonies et les territoires nouvellement annexés, comme le Roussillon ou la Corse, il répond à une logique d’intégration judiciaire spécifique pour la monarchie absolue.
Il est supprimé le 30 septembre 1790 lors de la Révolution française.

## Histoire
En 1657, Louis XIV commença par créer un Conseil souverain (et non un parlement comme dans les autres provinces françaises) en convertissant la Chambre de justice impériale de Spire (créée sous le Saint-Empire romain germanique) en Chambre Royale, qui fut elle-même remplacée par le Conseil Souverain d’Alsace.
Le Conseil souverain entra en fonction en 1658 à Ensisheim avec comme premier président Charles Colbert de Croissy.
Par un édit de novembre 1661, il est réduit en conseil provincial dépendant du parlement de Metz.
En 1674 il est transféré à Breisach-am-Rhein.
Par édit de novembre 1679, il recouvre la juridiction souveraine.
En 1681, il est à nouveau transféré à Vieux-Brisach.
À la suite du traité de Ryswick, il est transféré à Colmar (le palais du Conseil souverain d'Alsace est inscrit aux monuments historiques depuis 1930).
II fut définitivement constitué en parlement en 1711.
Ses décisions judiciaires rendues en dernier ressort ne pouvaient être critiquées, à titre exceptionnel, que par le Conseil privé du Roi, réuni à Versailles. Ce fut le cas notamment avec la révision du procès  Hirtzel Lévy, exécuté sur la roue le 31 décembre 1754, dont l'arrêt fut cassé par le Conseil Privé qui renvoya l'affaire au Parlement de Metz où le supplicié fut innocenté et réhabilité.

## Fonction et composition
Le conseil se compose de 24 juges et d'un premier président. Autour de ses membres gravitent tout un ensemble d'avocats, de procureurs, d'interprètes, d'huissiers, de greffiers et de secrétaires tous catholiques et le plus souvent originaire d'outre-Vosges.
C'est une juridiction de dernier ressort. En première instance, elle est compétente pour toutes les affaires de personnes (nobles comme ecclésiastiques).
C'est devant ce conseil que fonctionnaires seigneuriaux, baillis, prévôts et même curés doivent justifier de leur religion catholique et prêter serment d'obéissance au roi.
De même c'est devant lui que les seigneurs ayant des possessions en Alsace doivent demander l'investiture royale pour leurs domaines.
En 1694 est introduit la vénalité et l'hérédité des charges contribuant à fixer à Colmar une bourgeoisie judiciaire.

## Galerie

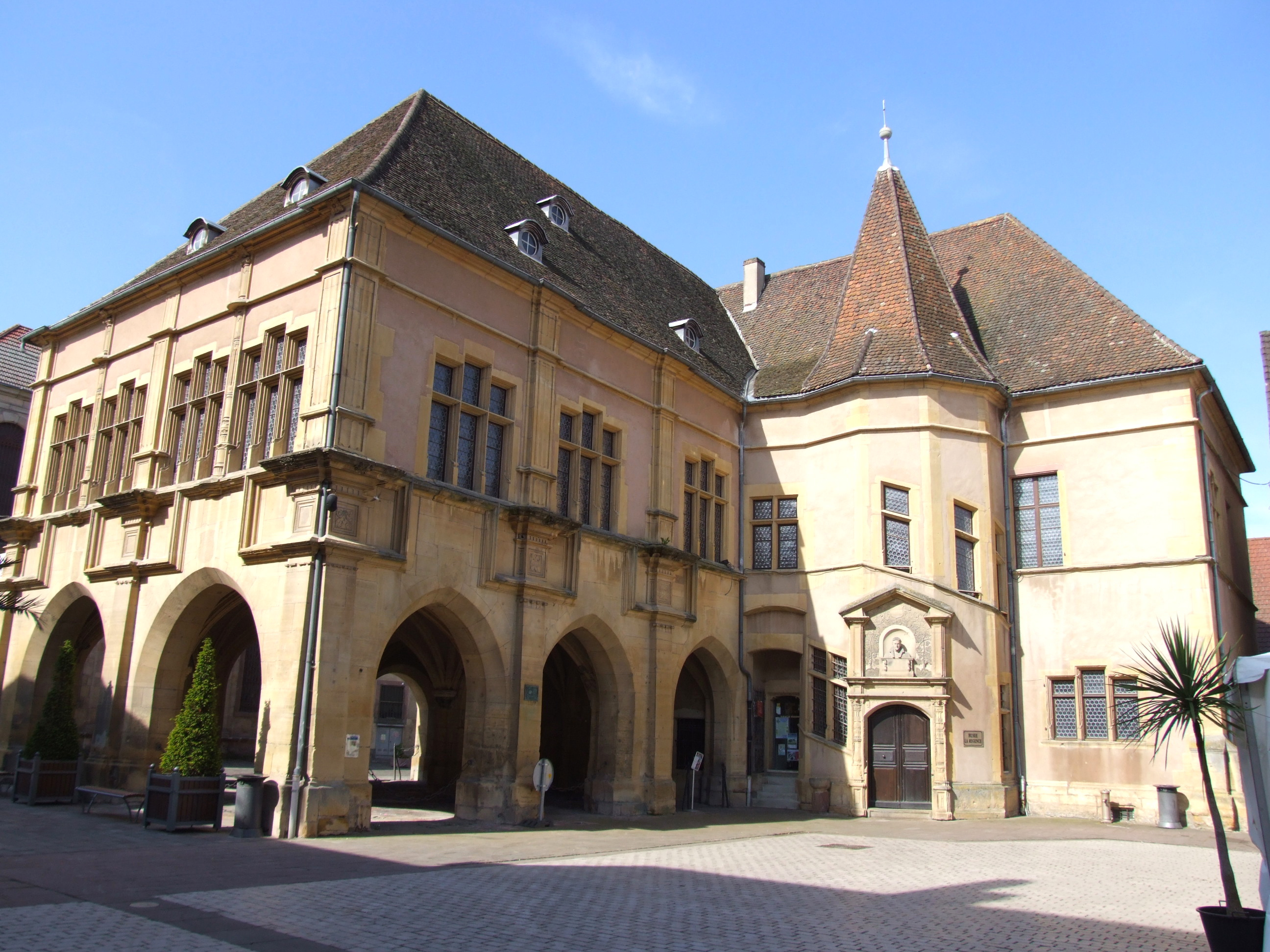
L'ancien Palais de la Régence d'Ensisheim a accueilli le conseil souverain jusqu'en 1674.
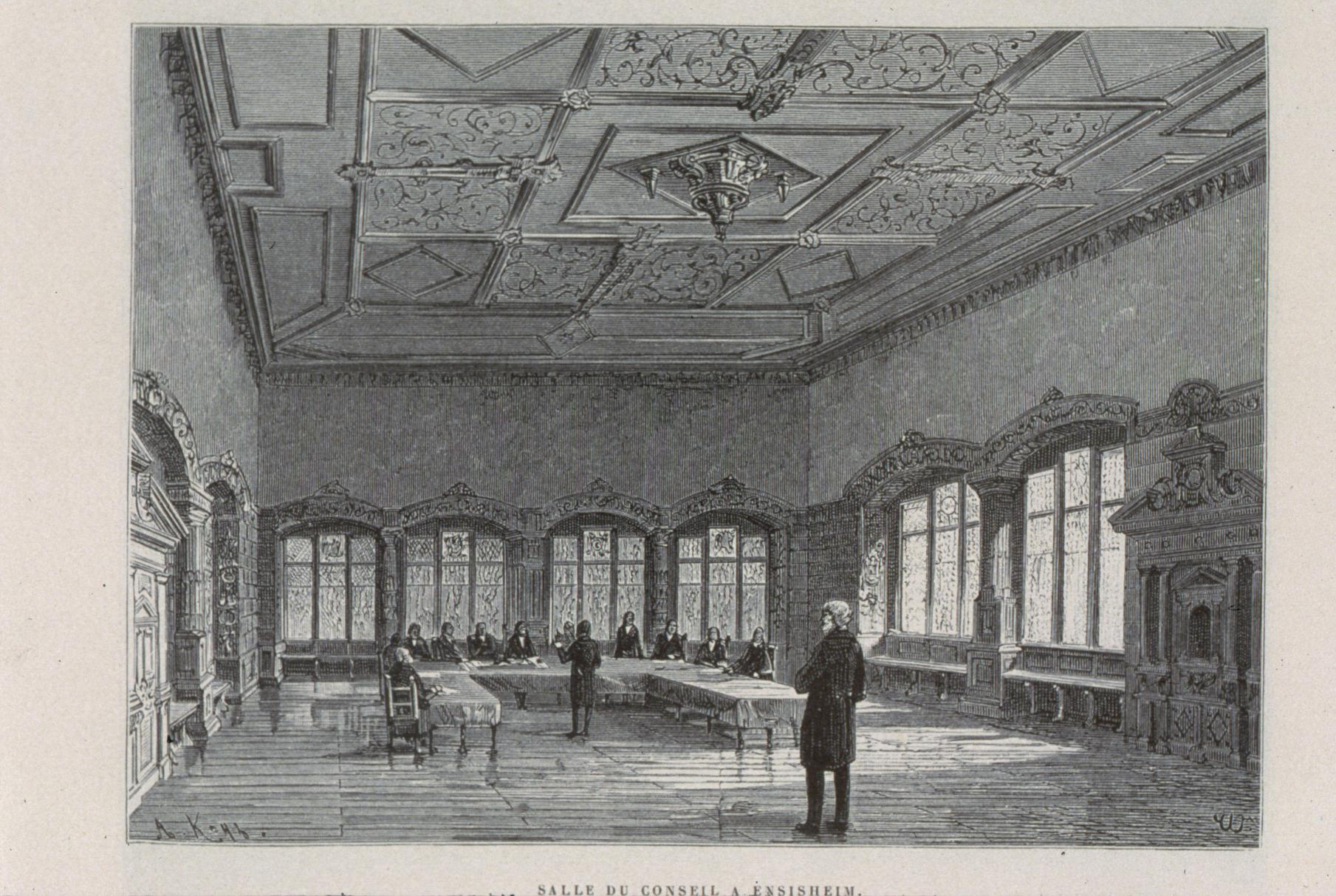
La salle du conseil à Ensisheim.
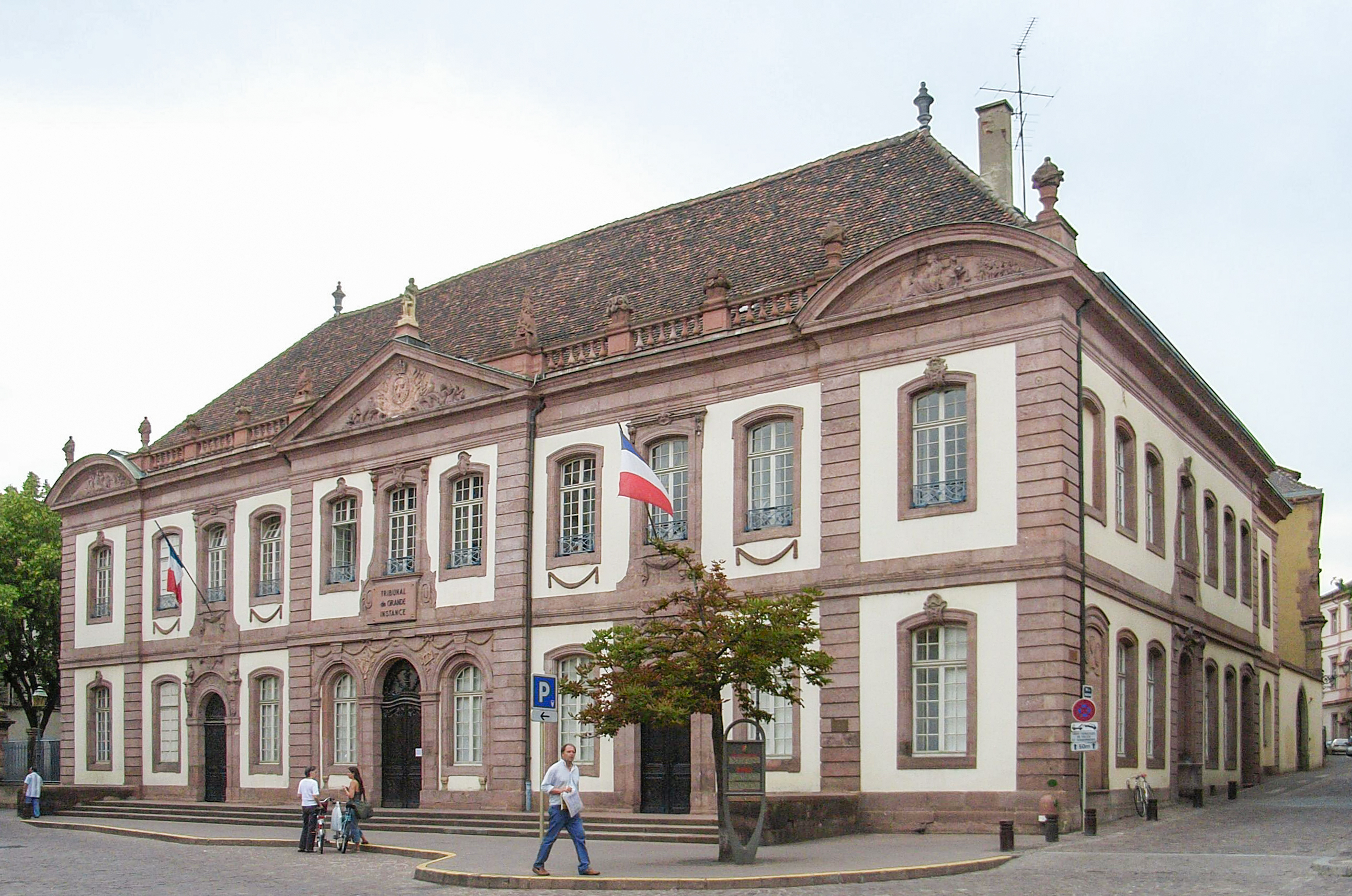
Le palais du Conseil souverain d'Alsace à Colmar, construit entre 1764 et 1771.
Carte des parlements et des conseils souverains en 1789.